# Стоян Ненов
Стоян Ненов е български фотограф.

## Биография
Роден е в София. След като учи фотография от 1995 година и преминава стаж като фоторепортер във вестник „Демокрация“, работи за агенция „Ройтерс“. През 2016 година е във фоторепортерския екип на „Ройтерс“, награден с „Пулицър“ за отразяването на Бежанската криза в Европа.